# 칼라미안나무두더지
칼라미안나무두더지(Tupaia möllendorffi)는 청서번티기과에 속하는 작은 나무두더지의 일종이다. 필리핀 칼라미안 제도의 부수앙가섬과 쿨리온 섬에서 발견된다. 국제 자연 보전 연맹은 팔라완나무두더지의 이명으로 간주한다,